# Sairocarpus vexillocalyculatus
Sairocarpus vexillocalyculatus är en grobladsväxtart som först beskrevs av Albert Kellogg, och fick sitt nu gällande namn av David A. Sutton. Sairocarpus vexillocalyculatus ingår i släktet Sairocarpus och familjen grobladsväxter.

## Underarter
Arten delas in i följande underarter:
- S. v. breweri
- S. v. intermedius
- S. v. vexillocalyculatus